# أوستربورغ
استربورغ (آلتمارك) (بالألمانية: Osterburg (Altmark)) هي بلدة ألمانية تقع في ألمانيا في ساكسونيا أنهالت. يقدر عدد سكانها بـ 11,578 نسمة .

## المدن التوأمة
مدن فيالون، أورلينغهاوزن وزولتاو هي مدن توأمة لـاستربورغ (آلتمارك).

## أعلام
- جورج ليندمان